# Penetratorzy
Penetratorzy (ang. Room Raiders) – amerykański program rozrywkowy. Jego fabuła polega na wybraniu jednej osoby którą zaprosi na randkę, oceniając zawartość jej garderoby. W każdym kolejnym odcinku uczestnik będzie musiał dokonać wyboru osoby. Taki nieoczekiwany najazd na pokój potencjalnej "drugiej połówki" może zniechęcić do dalszego podrywu. Od wiosny 2008 roku emitowana jest polska edycja programu z udziałem obcokrajowców zamieszkałych na terenie Polski.